# Q&A (映画)
『Q&A』（原題：Q&A）は、エドウィン・トレスの1977年の同名小説を映画化した1990年のアメリカ合衆国のドラマ映画。監督・脚本はシドニー・ルメット。タイトルの「Q&A」は検察による「尋問調書」のことである。
公開翌年の1991年に日本で発売されたビデオ（VHS）の邦題は『殺人調書 Q&A』、その後に発売されたDVDでは『Q&A〜殺人調書〜』のタイトルが付けられている。

## あらすじ
ニューヨークでベテラン刑事ブレナンが麻薬の売人トニー・バスケスを射殺する事件が起きる。ブレナンは正当防衛を主張するが、事件を担当することになった新米地方検事補アルは、目撃者の1人である麻薬ディーラー、ボビー・テックスの証言と食い違うことから疑惑を抱く。上司のクインはそんなアルに余計なことはするなと釘を刺すが、アルは市警のバレンタイン刑事、チャッピー刑事と協力し、捜査を進める。そんな中、もう1人の重要証人ロジャーの行方を巡り、ブレナンがバレンタイン刑事とチャッピー刑事に近づいたことから、アルはブレナンの犯行を確信する。一方、ボビーはブレナンから身を守るため鍵を握るロジャーをかくまい、アルを呼び出して真相を語る。ブレナンが裏組織の殺し屋として雇われていること、また事件の黒幕がクインであり、クインが少年時代にチンピラ仲間と殺人を犯していたことを聞いたアルは、同僚のベテラン検事ブルーメンフェルドを介して、検察上層部に報告する。
ロジャーの居場所を突き止めたブレナンは、ロジャーを脅してボビーを呼び出す。そして、まずロジャーを殺害すると、そこにやってきたボビーを爆死させる。ブレナンの犯行が露呈する中、自暴自棄になったブレナンはアルに襲いかかり、説得にやって来たチャッピー刑事を撃つが、他の同僚刑事に射殺される。アルは事件の全容が明らかにされると信じていたが、検察当局は事件の大きさに恐れをなし、ブレナンの単独犯行として処理し、事実を隠蔽する。怒りに震えながらも無力感に落胆するアルは、ボビーの内縁の妻になっていたかつての恋人ナンシーの下に行き、求婚する。

## 登場人物
マイケル（マイク）・ブレナン
演 - ニック・ノルティ
ニューヨーク市警のベテラン刑事。警部補。
人種差別的発言が多い暴力的な男だが、優秀な刑事として同僚からの人望は厚い。
アロイシャス（アル）・ライリー
演 - ティモシー・ハットン
元警官のニューヨーク地方検事補。アイルランド系。
父親が優秀な警官だった。
ロベルト・テキサドール（ボビー・テックス）
演 - アーマンド・アサンテ
プエルトリコ系の麻薬ディーラー。
ブレナンの正当防衛を否定する証言をする。
ケヴィン・クイン
演 - パトリック・オニール
ニューヨーク郡検察殺人課課長。アルの上司。アイルランド系。
貧しい中から成り上がった男で将来の司法長官の座を狙っている。
レオ・ブルーメンフェルド
演 - リー・リチャードソン
アルが全幅の信頼を寄せる同僚のベテラン検事。ポーランド系ユダヤ人。
クインの裏の顔を知っている。
ルイス・ヴァレンティン
演 - ルイス・ガスマン
ニューヨーク市警刑事。プエルトリコ系。
サム・チャップマン（チャッピー）
演 - チャールズ・ダットン
ニューヨーク市警刑事。黒人だが刑事としてブレナンを敬愛している。
ナンシー・ボッシュ
演 - ジェニー・ルメット
ボビーの内縁の妻。アルの元恋人。
父親が黒人であることを知った時のアルの表情から彼の差別意識を感じ取り、彼の下を去った。

## 日本語吹替
| 役名                     | 俳優                 | 日本語吹替 | 日本語吹替   |
| 役名                     | 俳優                 | ソフト版   | テレビ東京版 |
| ------------------------ | -------------------- | ---------- | ------------ |
| マイク・ブレナン         | ニック・ノルティ     | 大塚周夫   | 大塚周夫     |
| アル・ライリー           | ティモシー・ハットン | 塩沢兼人   | 大塚芳忠     |
| ボビー・テキサドール     | アーマンド・アサンテ | 池田勝     | 池田勝       |
| ケヴィン・クイン         | パトリック・オニール | 仁内建之   |              |
| レオ・ブルーメンフェルド | リー・リチャードソン | 大宮悌二   |              |
| ルイス・ヴァレンティン   | ルイス・ガスマン     | 稲葉実     | 稲葉実       |
| サム・チャップマン       | チャールズ・ダットン | 筈見純     | 菅生隆之     |
| ナンシー・ボッシュ       | ジェニー・ルメット   | 折笠愛     |              |

テレビ東京版：初回放送1993年5月20日「木曜洋画劇場」